# Wizard rock
Il wizard rock, talvolta abbreviato come wrock, è un movimento musicale nato negli anni 2000 ispirato alla saga di Harry Potter ideata dalla scrittrice britannica J. K. Rowling.
I gruppi, circa 750, sono per lo più composti da musicisti molto giovani. Alcuni dei più popolari sono Harry and the Potters (coloro che hanno dato avvio al movimento), Draco and the Malfoys, Wingardium Leviosa, The Remus Lupins, The Whomping Willows, Justin Finch-Fletchley and the Sugar Quills, Gred and Forge, Tonks and the Aurors, Swish and Flick, Oliver Boyd and the Remembralls, Ministry of Magic, The Moaning Myrtles, The Parselmouths e Kingsley and the Shacklebolts.

## Storia

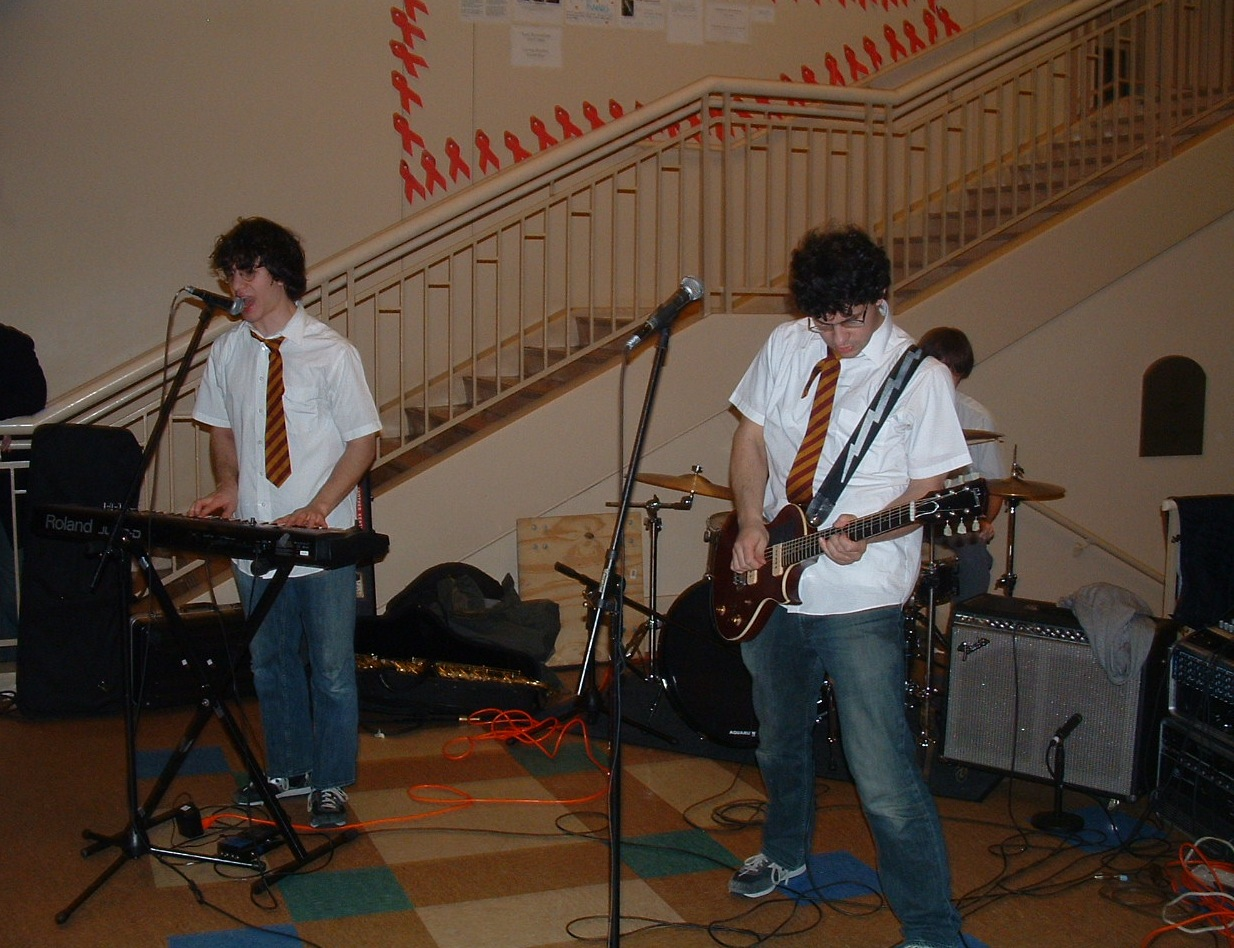
Gli Harry and the Potters si esibiscono alla scuola Horace Mann di Riverdale, Bronx, New York

Il movimento è nato in Massachusetts grazie agli Harry and the Potters, e si è poi sviluppato internazionalmente, sebbene a tutt'oggi la maggior parte dei gruppi wizard rock siano statunitensi.

## Caratteristiche
I testi delle canzoni sono solitamente spiritosi e semplici, e quasi tutte le band scrivono canzoni dal presunto punto di vista di uno specifico personaggio dei libri, il cui nome spesso compare nel nome stesso del gruppo. Durante le esibizioni live, i musicisti fanno cosplay e spesso si vestono in stile hogwartsiano, in modo da impersonare direttamente tale personaggio. 
Sebbene la maggior parte degli estimatori di questo genere sia in origine fan della saga di Harry, grazie all'esperienza musicale acquisita diverse band hanno esteso la loro base di fan anche ad un pubblico non estimatore dei libri della Rowling.
Diversamente da alcuni gruppi che incorporano elementi e riferimenti letterari nel loro vasto repertorio musicale (come per esempio hanno fatto i Led Zeppelin con Il Signore degli Anelli), i musicisti wizard rock prendono ispirazione solo ed esclusivamente dall'universo potteriano. 
Per fare in modo di preservare intatto l'ampio ruolo riconosciuto alla letteratura, diverse band decidono di esibirsi dal vivo in librerie, biblioteche e scuole. Inoltre, ovviamente, tra i luoghi privilegiati per concerti ed esibizioni live si tengono spesso le convention di fan della saga.